# Ponte de Conksbury

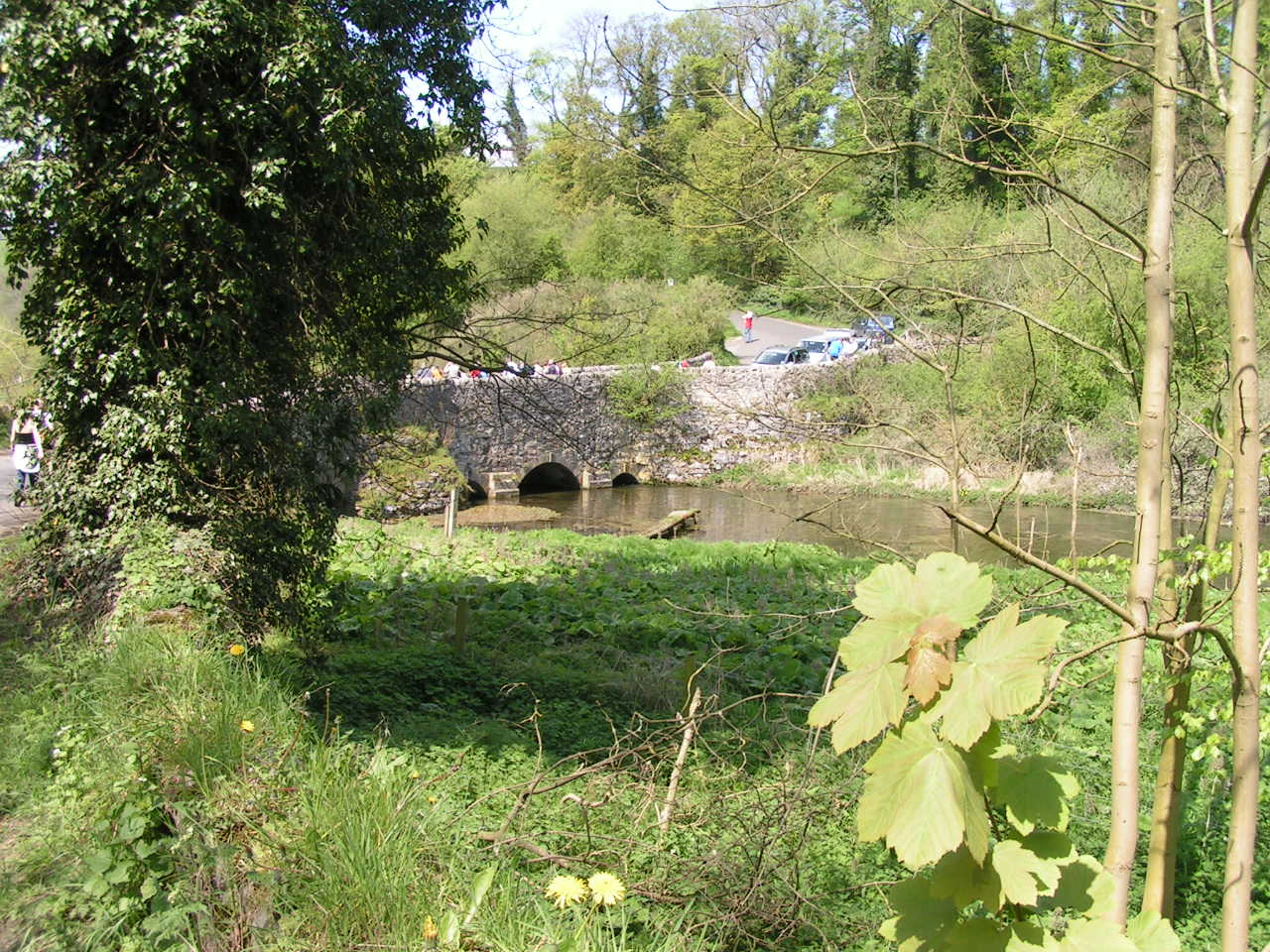
Ponte de Conksbury

A ponte de Conksbury é uma ponte de pedra listada de Grau II que atravessa o rio Lathkill a sul de Over Haddon no Peak District, em Derbyshire. A ponte leva o nome de Conksbury, o povoado medieval deserto nas proximidades, a oeste.

## História
A ponte feita de pedra data do século XVIII, tendo uma das primeiras menções sido a Lei Turnpike de 1758.